# Grimmov zakon
Grimmov zakon ali prvi germanski premik soglasnikov je skupina glasovnih sprememb praindoevropskih zapornikov, kot so se razvili v pragermanščini. Je ena najbolj določujočih značilnosti germanskih jezikov v okviru indoevropske jezikovne družine ter eden od temeljev primerjalnega jezikoslovja.
V 20. letih 19. stoletja ga je utemeljil nemški jezikoslovec Jacob Grimm na podlagi predhodnih dognanj Friedricha von Schlegla in Rasmusa Christiana Raska.
Gre za sistematičen verižni premik v treh stopnjah:
1. ide. [+zapornik, –zvenečnost] > pger. [+pripornik, –zvenečnost]:
  -  *p > f (primer: ide. *pətḗr 'oče' > got. fadar);
  -  *t > þ (primer: ide. *tréyes 'tri' > got. þreis);
  -  *k > x/h (primer: ide. *ḱm̥tóm 'sto' > got. hund).
2. ide. [+zapornik, +zvenečnost] > pger. [+zapornik, –zvenečnost]:
  -  *(b) > (p) (nejasno);
  -  *d > t (primer: ide. *deḱm̥(t) 'deset' > got. taihun);
  -  *g > k (primer: ide. *ǵews- 'izbrati' > got. kiusan).
3. ide. [+zapornik, +pridihnjenost] > pger. [+/–pripornik, –pridihnjenost, +zvenečnost]:
  -  *bʰ > b/β (primer: ide. *bʰer- 'nositi' > got. bairan);
  -  *dʰ > d/đ (primer: ide. *dʰē 'delo' > got. (ga)dēþs);
  -  *gʰ > g/ɣ (primer: ide. *gʰew- 'naliti' > got. giutan).

Izjeme:
- izostanek spremembe (primer: got. hafts 'ujet', fisks 'riba' – t in k bi morala postati pripornika; da gre res za ide. *t in *k, vidimo iz lat. captus, piscis)

rešitev: nov opis 1. stopnje:
ide. [+zapornik, –zvenečnost] > pger. [+pripornik, –zvenečnost] / [–nezvočnik] __;
- nepričakovan izid (primer: ide. *pətḗr 'oče' > got. fadar – t bi moral postati pripornik)

rešitev: nova glasovna sprememba – Vernerjev zakon:
ide. [+pripornik, –zvenečnost] > pger. [+/–zapornik, +zvenečnost] / [+zvenečnost, –naglas] __ {[+zvenečnost] ali #} (primer: stan. weorþu 'postanem', vendar geworden 'postal')
ker zakon velja tudi pri ide. *s, ki ne sodeluje pri Grimmovem zakonu, gre za od njega neodvisno glasovno spremembo (primer: stan. cēosu 'izberem', vendar gecoren 'izbral').
Relativna kronologija glasovnih sprememb:
1. Grimmov zakon;
2. Vernerjev zakon;
3. premik praindoevropskega prostega besednega naglasa na začetni zlog besede.